# 야시장

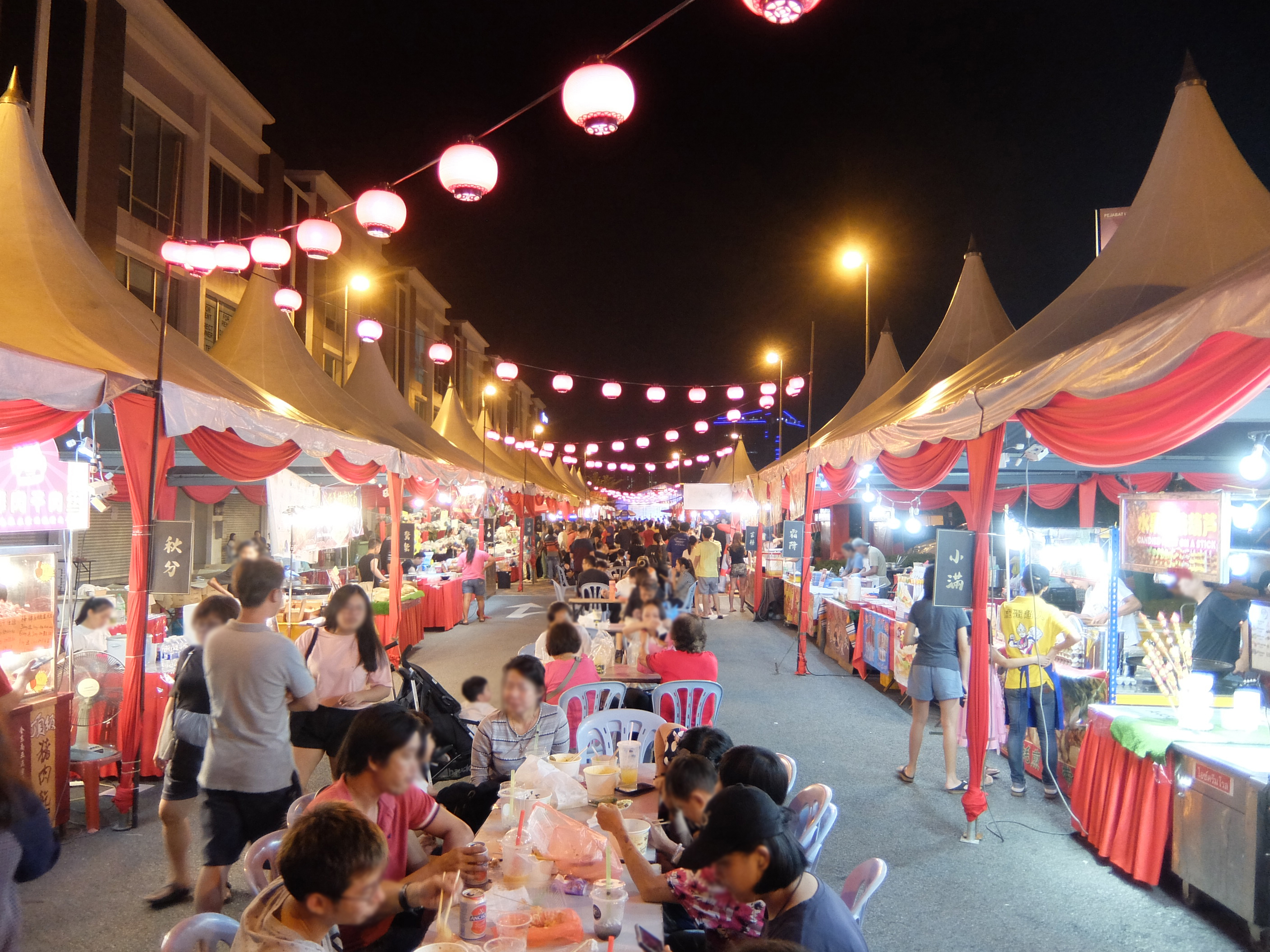
야시장

야시장(夜市場)은 저녁에서 자정까지 영업하는 포장마차, 노점, 잡화, 가게 등 다양한 일상 용품이나 음식의 서비스를 제공하는 곳이 자연스럽게 모여 만들어진 곳이다. 중국에서 발전하였다.

## 특징
야시장은 중화권의 문화에서 발달했다. 홍콩, 마카오, 대만 등 중화권 뿐만아니라 화교가 많이 진출한 동남아시아(태국, 캄보디아, 싱가폴, 말레이시아 등)에서도 많이 찾아볼 수 있다. 세계적으로 유명한 야시장은 타이베이, 가오슝, 광저우, 홍콩, 싱가포르, 방콕 등에 있다. 이 곳에서 야시장이 발달한 것은 지리적인 특성에서 기인한다. 동남아시아는 낮이 덥고 습하기 때문에 자연스럽게 야간에 밤에 활동하는 사람이 많다. 따라서 경제활동도 밤에 하는 사람들이 많아 밤에 문을 여는 야시장이 발달한 것이다. 반대로 사계절이 뚜렷한 한국에서는 이런 이유로 야시장이 발달하지 않았다. 한국에서도 현재는 야시장을 재래시장에 개설해 관광자원으로 활용하고 있다.

## 같이 보기
- 길거리 음식